# Rice Owls

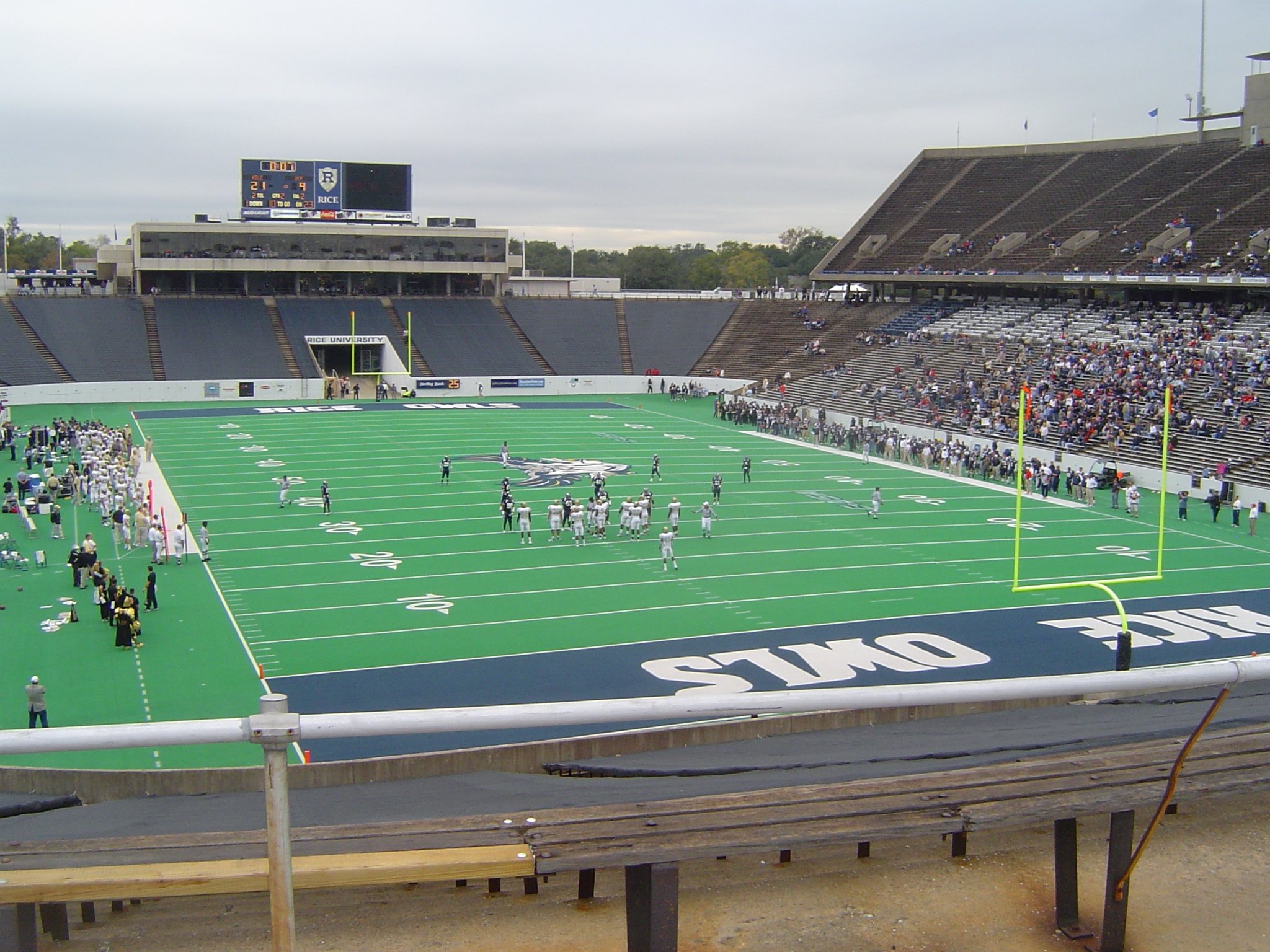
Rice Stadium.

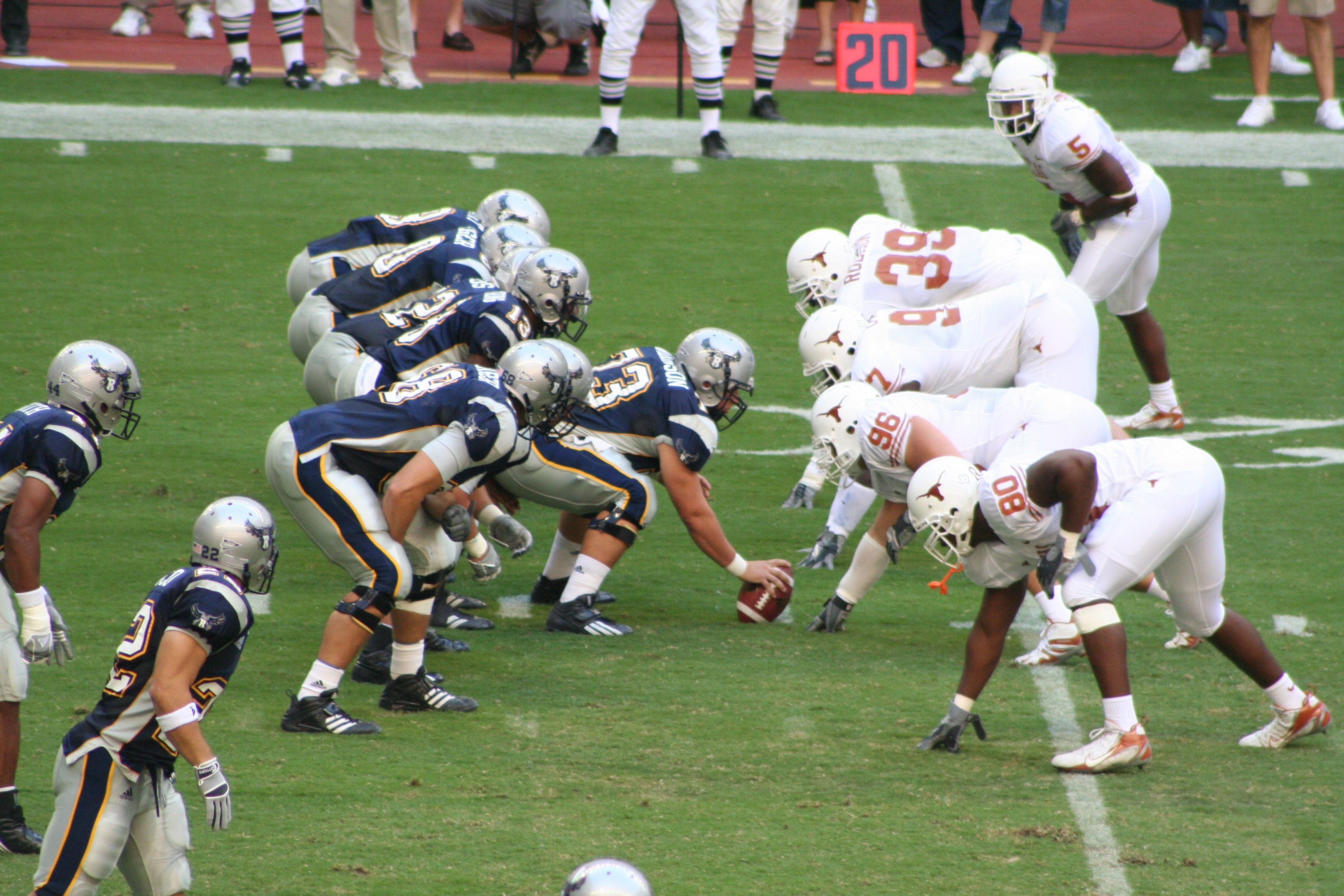
Partido de fútbol americano contra Texas.

Rice Owls (español: Búhos de Rice) es la denominación de los equipos deportivos de la Universidad Rice, situada en la ciudad de Houston, Texas. Los equipos de los Owls participan en las competiciones universitarias de la NCAA, en la American Athletic Conference. Es la segunda universidad más pequeña, detrás de Tulsa, que compite en la subdivisión de fútbol americano Football Bowl Subdivision (FBS).

## Equipos
Los Owls tienen 7 equipos masculinos y 7 equipos femeninos oficiales:
| - Masculino - Béisbol - Baloncesto - Cross - Fútbol americano - Golf - Atletismo - Tenis | - Femenino - Baloncesto - Cross - Fútbol - Natación - Tenis - Atletismo - Voleibol |

## Béisbol
Los Owls consiguieron en el año 2003 las College World Series, el equivalente al título nacional de este deporte, tras derrotar a la Universidad Stanford por dos partidos a uno. Es la universidad más pequeña en hacerse con este título en 51 años, siendo el único que la universidad tiene a nivel nacional en deportes de equipo.

## Baloncesto
El equipo de baloncesto consiguió 10 títulos de la antigua Southwest Conference, el último de ellos en 1970. Diez de sus jugadores han llegado a ser profesionales en la NBA, destacando sobre todos ellos Ricky Pierce.

## Fútbol americano
El equipo de fútbol americano juegas sus partidos en el Rice Stadium, que fue sede de la VIII Super Bowl en el año 1973. En el año 2006 logró clasificarse para jugar su primer partido bowl desde 1961, rompiendo la segunda peor racha de la historia del fútbol universitario. Sus mayores logros fueron ganar el Cotton Bowl en 1938, 1950 y 1954, y el Orange Bowl en 1947 ante Tennessee.